# Oxyethira lumosa
Oxyethira lumosa är en nattsländeart som beskrevs av Ross 1948. Oxyethira lumosa ingår i släktet Oxyethira och familjen smånattsländor. Inga underarter finns listade i Catalogue of Life.